# Заозер'я (Логойський район)
Заозер'я — (біл. вёска Заазер’е), село (веска) в складі Логойського району розташоване в Мінській області Білорусі, підпорядковане Логойській селищній раді.
Село Заозер'я розташоване в центральних районах Білорусі, у північній частині Мінської області .